# Arquidiocese de Esztergom-Budapeste
A Arquidiocese de Esztergom-Budapeste (Archidiœcesis Strigoniensis-Budapestinensis) é uma arquidiocese da Igreja Católica situada nas cidades de Esztergom e de Budapeste, na Hungria. É fruto da renomeação da Arquidiocese de Esztergom, criada por volta do ano 1000. Acompanha seu título o de Primaz da Hungria. Seu atual arcebispo é Péter Erdő. Suas sés são a Catedral de Santo Adalberto de Esztergom e a Basílica de Santo Estêvão.
Em 2016 possuía 155 paróquias, contando com 60,a% da população jurisdicionada batizada.

## História
A arquidiocese de Esztergom foi eregida no século XI, a pedido do Rei Estêvão I. Em 24 de março de 1452 foi elevada à categoria de arquidiocese metropolitana primacial, pelo Papa Nicolau V.
De 1543 a 1820, a residência ficou em Trnava (atualmente na Eslováquia).
Em 13 de março de 1776, o território do norte da diocese deu origem às novas Dioceses de Banská Bystrica e Rožňava Spis.
Após a Primeira Guerra Mundial, a Arquidiocese foi dividida entre a Hungria e a Tchecoslováquia. Em 29 de maio de 1922, no território da Tchecoslováquia foi formado a Administração Apostólica de Trnava (agora Arquidiocese de Trnava).
Em 31 de maio de 1993 adquiriu parte do território da Diocese de Vác, incluindo a cidade de Peste e assumiu o nome atual de Arquidiocese de Esztergom-Budapeste.

## Administração local
Bispos e arcebispos:
- Domonco I (1000 - 1002)
- Sebastião (1002 - 1007)
- Astrico (1007 - 1036)
- Domonco II (1037–1040)
- Benedito I (1046–1055)
- Desidério (1067 - 1075)
- Neemias (1075 - 1077)
- Acha (c. 1087–1090)
- Serafim (1095 - 1104)
- Laurêncio (1105 - 1116)
- Marcelo (1119)
- Feliciano (1127 - 1139)
- Macário (1142)
- Quinqueno (circa 1146)
- Martírio (circa 1156)
- Lucas (1158 - 1181)
- Nicolau (1181 - 1183)
- Job (1185 - 1203)
- Ugrino
- Calano Célio (1205 - 1223)
- Tamás (1224 - ?)
- Roberto (1226 - 1239)
- Matias Ratoldo (1239 - 1241)
- Estêvão I Báncsa (1242) - (1252)
- Benedek (1254 - 1261)
- Fülöp Szentgróti (1262 - 1273)
- Benedek (1274 - 1276)
- Péter Kőszegi

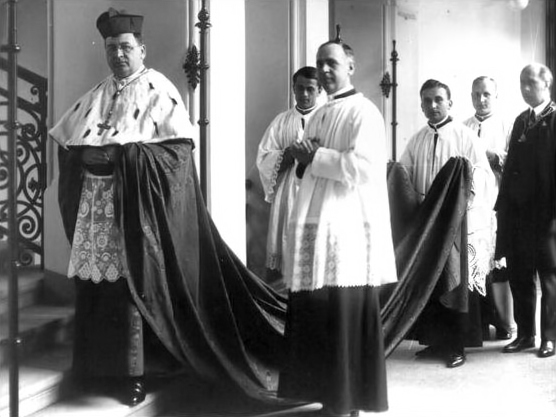
Jusztinián György Serédi (arcebispo 1927-1945) com a capa magna

- Vázsony (ou Monoszló?) ou Lodomer (Ladomér) (1279 - 1297/1298)
- Gergely Bicskei (1298/1299 - 1303)
- Mihály Bői (1303 - 1304 nomeado bispo de Zagreb)
- Tamás (1305 - 1321)
- Bolesław Piast (1321 - 1328)
- Miklós Dörögdi (1329 - 1330)
- Csanád Telegdi (1330 - 1349)
- Miklós Vásári (1350 - 1358)
- Miklós Keszei (1358 - 1366)
- Tamás Telegdi (1367 - 1375)
- János De Surdis (1376 - 1378)
- Demeter Vaskúti (1378 - 1387)
- János Kanizsai (1387 - ?)
- György Hohenlohe (1418 - 1423)
- György Pálóczi(1423 - 1439)
- Desiderius Széchy (1440 - 1465)
- János Vitéz (1465 - 1472)
- János Beckensloer (1474 - 1487)
  - Giovanni d'Aragona (1480/1482 - 1485) (administrador apostólico)
- Ippolito d'Este (1487 - 1520, cardeal, nomeado arcebispo de Agria) (administrador apostólico até 1504, quando tornou-se arcebispo)
- Tamás Bakócz (1511 - 1521)
- György Szatmári (1523 - 1524)
- László Szalkay (1524 - 1526)
- Pál Várdai (1526 - 1549)
- Giorgio Martinuzzi (1551 - 1551)
- Miklós Oláh (1553 - 1568)
- Antal Verancsics (1569 - 1573)
- Miklós Telegdy (1580 - 1586) (administrador apostólico)
- István Fehérkövy (1596)
- János Kutassy (1597 - 1601)
- Stefan Szuhay (1601 - 1607) (administrador apostólico)
- Ferenc Forgách (1607 - 1615)
- Péter Pázmány, S.J. (1616 - 1637)
- Imre Lósy (1637 - 1642)
- György Lippay (1642 - 1666)
- György Szelepcsényi (1667 - 1685)
- György Széchényi (1686 - 1695)
- Leopold Karl von Kollonitsch (1695 - 1707)
- Christian August von Sachsen-Zeitz (1707 - 1725)
- Imre Esterházy (1725 - 1745)
- Miklós Csáky (1751 - 1757)
- Ferenc Barkóczy (1761 - 1765)
- József Batthyány (1776 - 1799)
- Karl Ambrosius von Österreich-Este (1808 -1809)
  - Sede vacante (1809-1819)
- Alexander Rudnay (1819 - 1831)
  - Sede vacante (1831-1838)
- József Kopácsy (1838 - 1847)
- János Hám (1848 - 1849)
- Ján Krstiteľ Scitovský (1849 - 1866)
- János Simor (1867 - 1891)
- Kolos Ferenc Vaszary O.S.B. (1891 - 1913)
- János Csernoch (1912 - 1927)
- Jusztinián György Serédi, O.S.B. (1927 - 1945)
- József Mindszenty (1945 - 1973)
- László Lékai (1976 - 1986)
- László Paskai, O.F.M. (1987 - 2002)
- Péter Erdő (2002 - atual)